# Lhotka u Radnic
Lhotka u Radnic je obec v okrese Rokycany v Plzeňském kraji. Žije v ní 81 obyvatel. Katastrálním územím obce protéká na západní straně Radnický potok.

## Název
V letech 1869–1972 nesla název Lhotka, od 1. ledna 1973 se nazývá Lhotka u Radnic.

## Historie
První písemná zmínka o obci pochází z roku 1362.

## Obyvatelstvo
| Rok            | 1869 | 1880 | 1890 | 1900 | 1910 | 1921 | 1930 | 1950 | 1961 | 1970 | 1980 | 1991 | 2001 | 2011 | 2021 |
| -------------- | ---- | ---- | ---- | ---- | ---- | ---- | ---- | ---- | ---- | ---- | ---- | ---- | ---- | ---- | ---- |
| Počet obyvatel | 255  | 264  | 257  | 238  | 245  | 227  | 202  | 137  | 137  | 116  | 108  | 89   | 75   | 67   | 60   |
| Počet domů     | 33   | 33   | 34   | 34   | 34   | 35   | 35   | 36   | 32   | 30   | 33   | 38   | 39   | 38   | 38   |

## Obecní správa
Mezi lety 1869–1980 Lhotka u Radnic byla obcí v okrese Kralovice (1869–1930) a později v okrese Rokycany. Od 1. dubna 1980 do 23. listopadu 1990 patřil jako část města k Radnicím a od 24. listopadu 1990 je opět samostatnou obcí.

### Části obce
- Lhotka u Radnic
- Chockov

V letech 1961–1970 k obci patřily i Bujesily.

### Obecní symboly
Znak byl obci udělen rozhodnutím předsedkyně Poslanecké sněmovny Parlamentu České republiky dne 12. července 2023.

## Galerie

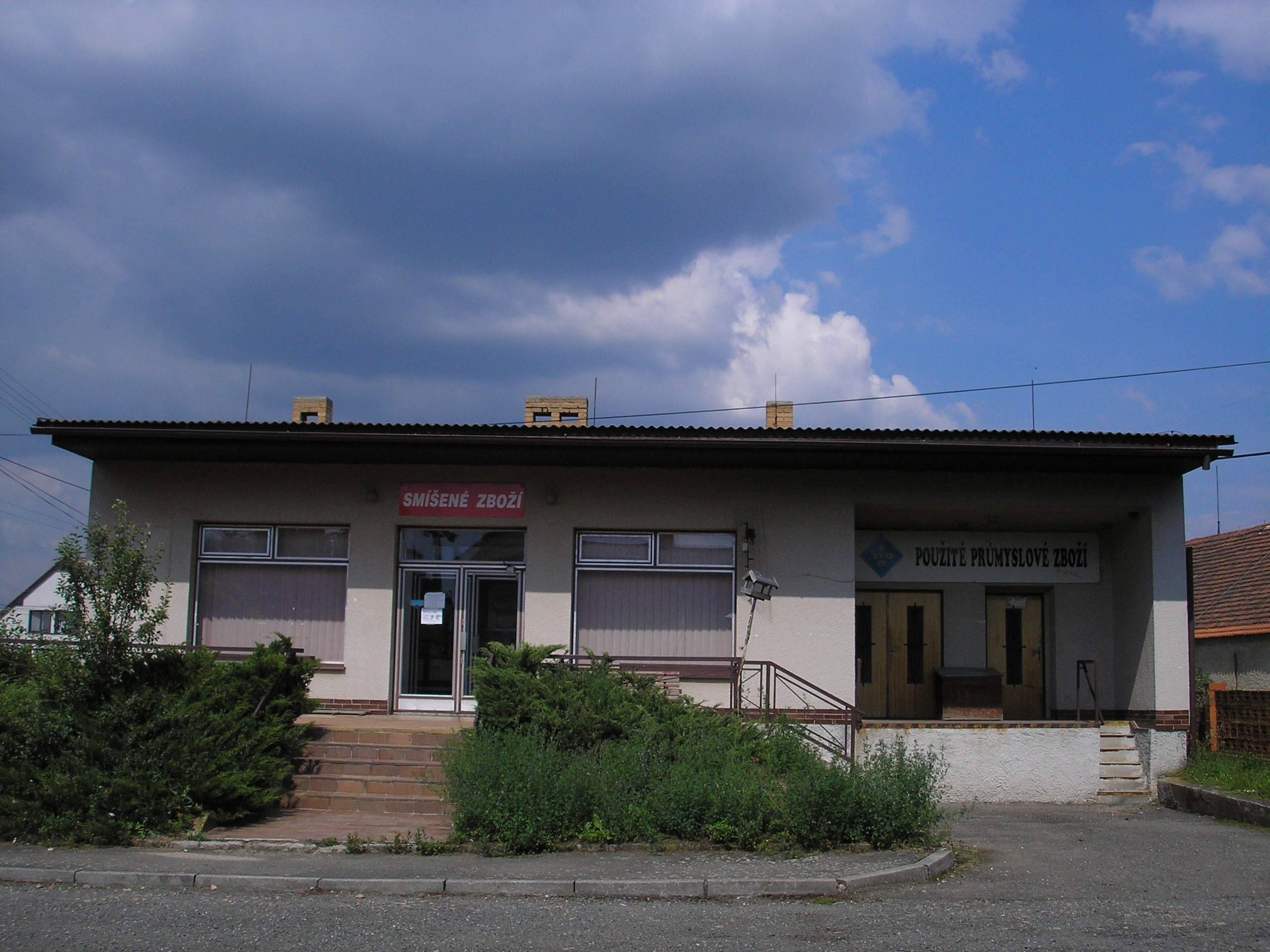
Obchod
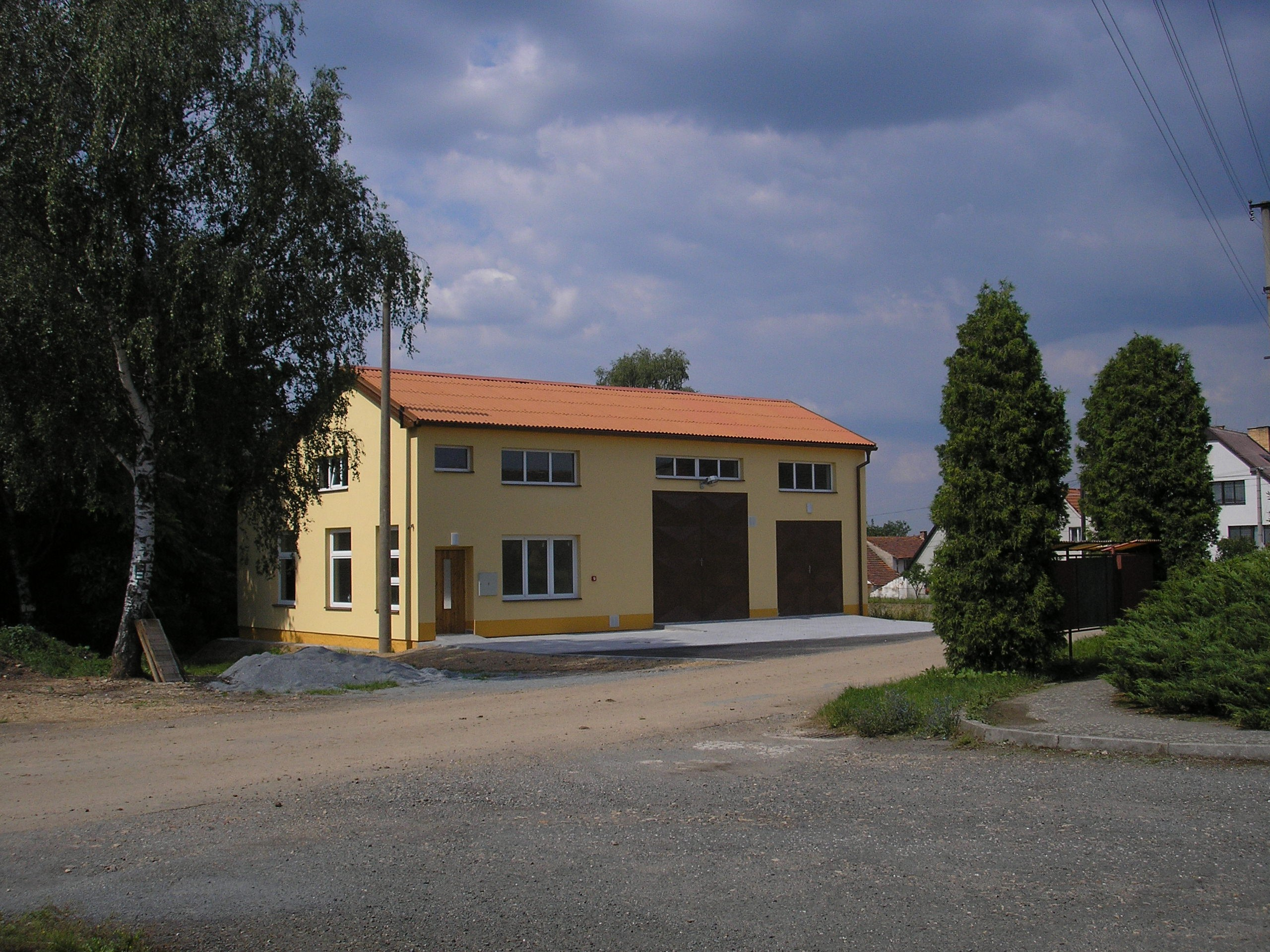
Hasičárna